# Artiom Haceaturov
Artiom Haceaturov (în armeană Արտյոմ Խաչատուրով, n. 18 iunie 1992, Bender, Republica Moldova) este un fotbalist moldoveano-armean, care evoluează pe postul de fundaș la echipa națională de fotbal a Armeniei.

## Cariera de club
Haceaturov a debutat ca fotbalist la clubul Sheriff Tiraspol. La Sheriff el a jucat între anii 2010–2013, câștigând titlul și Cupa Moldovei. În sezonul 2013–2014 a jucat la FC Tiraspol, iar din februarie 2015 evoluează pentru Zimbru Chișinău.

## Cariera internațională
Artiom Haceaturov a jucat pentru naționalele de tineret Under-19 și Under-21 ale Republicii Moldova. După ce a primit cetățenia Armeniei, iar în noiembrie 2012 a fost convocat la naționala Armeniei, în ianuarie 2013 el a primit și acordul FIFA de a juca pentru Armenia. Din februarie 2013 Haceaturov reprezintă echipa națională de fotbal a Armeniei, făcându-și debutul la națională pe 5 februarie 2013, într-un meci amical contra naționalei Luxemburgului, scor 1–1. El declara atunci că visul său s-a împlinit, „Am revenit acasă...”.

## Viața personală
Tatăl și bunicul lui Artiom Haceaturov sunt armeni.

## Palmares
Sheriff Tiraspol
- Divizia Națională (2): 2009–10, 2011–12, 2012–13
- Cupa Moldovei (1): 2009–10